# Hafenstraße (Bremerhaven)

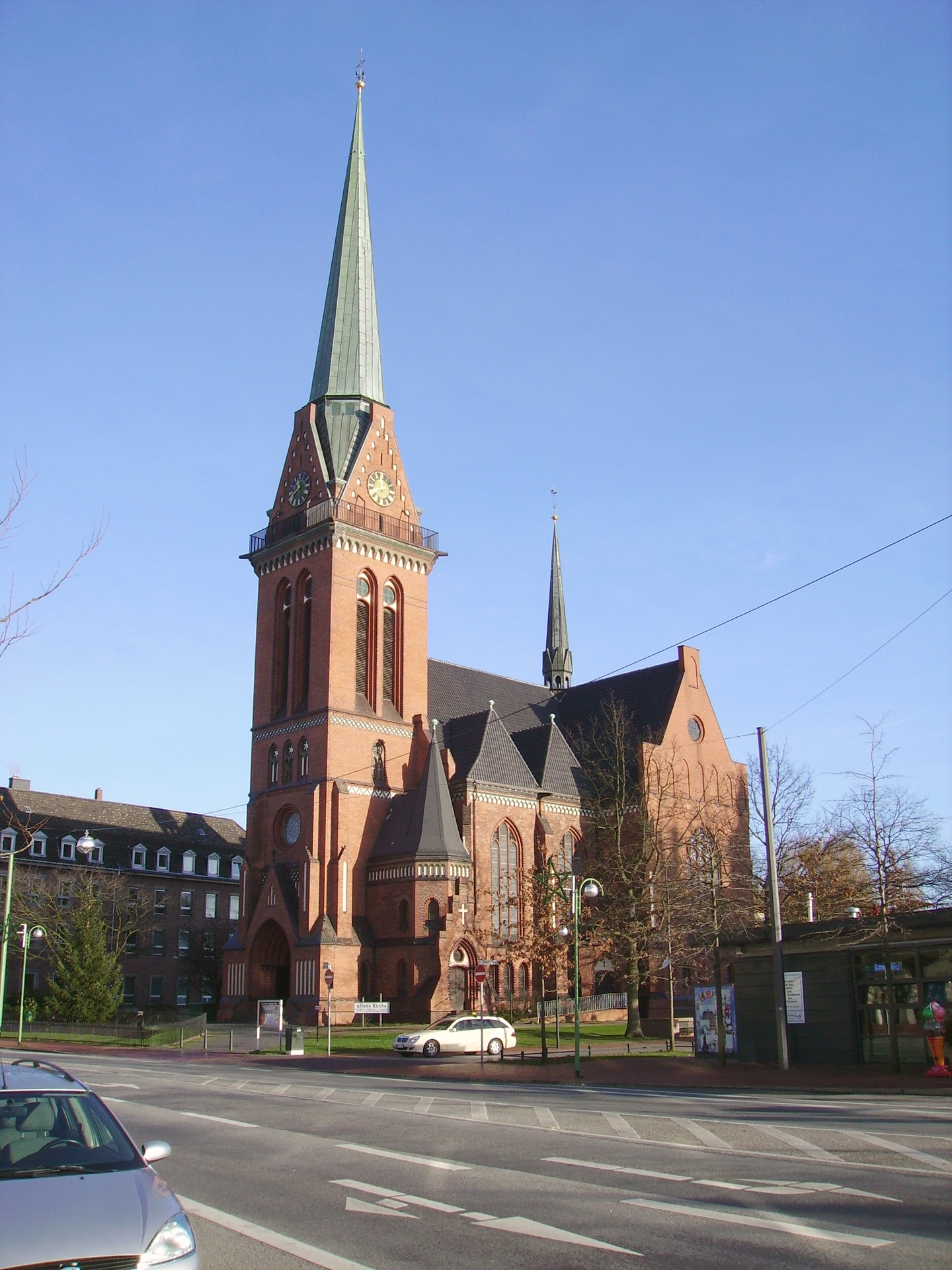
Pauluskirche

Die Hafenstraße ist eine historische Straße in Bremerhaven, Stadtteil Lehe. Sie führt als Geschäftsstraße in Nord-Süd-Richtung vom Weg 16 bis zur Deichstraße im Stadtteil Bremerhaven-Mitte.
Sie gliedert sich in die Teilbereiche:
1. Lloydstraße – Leher Tor
2. Leher Tor – Rickmersstraße
3. Rickmersstraße – Leher Markt

Die Querstraßen wurden benannt als Am Twischkamp nach einem Kamp (Land) zwischen (twischen) den Feldern, Brookstraße nach einem Brok(Bruch)land als Niederungsgebiet, Werkstraße, Am Leher Markt nach dem Altmarkt von 1850, Batteriestraße nach den Batterien des Weserforts Brinkamahof, Krumme Straße wegen des gekrümmten Verlaufs, Lange Straße, Bütteler Straße nach dem früheren Gerichtshaus, wo auch die Gerichtsdiener (Büttel) waren, Felsstraße nach dem Bürgermeister Gustav Richard Fels, Lessingstraße nach dem Dichter Gotthold Ephraim Lessing, Rickmersstraße nach dem Reeder Rickmer Clasen Rickmers, Hinrich-Schmalfeldt-Straße nach dem Politiker (SPD), Frenssenstraße nach dem Schriftsteller Gustav Frenssen, Lutherstraße nach dem Reformator Martin Luther, Eupener Straße nach der ostbelgischen Stadt, Melchior-Schwoon-Straße nach dem Unternehmer, Uhlandstraße nach dem Dichter Ludwig Uhland, Auestraße nach dem Bach Aue, Heinrichstraße nach dem Fuhrunternehmer Heinrich Heinsohn, Am Siel nach dem Siel zur Aue, Gorch-Fock-Straße nach dem Schriftsteller, Kistnerstraße nach der Bauunternehmerfamilie Kistner, Auf den Sülten als Flurname, Zollinlandstraße, die zum früheren Zollinlandbahnhof führte, Luisenstraße (Vorname), Meidestraße nach der alten Leher Flur Die Meide, Werftstraße die zur Rickmerswerft führte, Bremerhavener Straße die nach Bremerhaven führte, Dorotheastraße nach der Frau des Senators Rogge, Birkenweg nach den Birken, Pestalozzistraße nach dem Schweizer Pädagogen Johann Heinrich Pestalozzi, Geestheller Damm nach der Geeste, Kurfürstenstraße nach dem Kurfürstentum Braunschweig-Lüneburg (Hannover) zu dem die Gemeinde Lehe gehörte, An der Allee, Marienstraße (Vorname), Rutenbergstraße nach dem Baumeister Lüder Rutenberg, Hannastraße (Vorname), Grenzstraße nach der Grenze zwischen Lehe und Bremerhaven, Lloydstraße nach der Reederei Norddeutscher Lloyd, Grimsbystraße nach der englischen Partner- und Hafenstadt, Paul-Haltenhof-Platz nach dem Gewerkschaftssekretär und Widerstandskämpfer; ansonsten siehe beim Link zu den Straßen.

## Geschichte

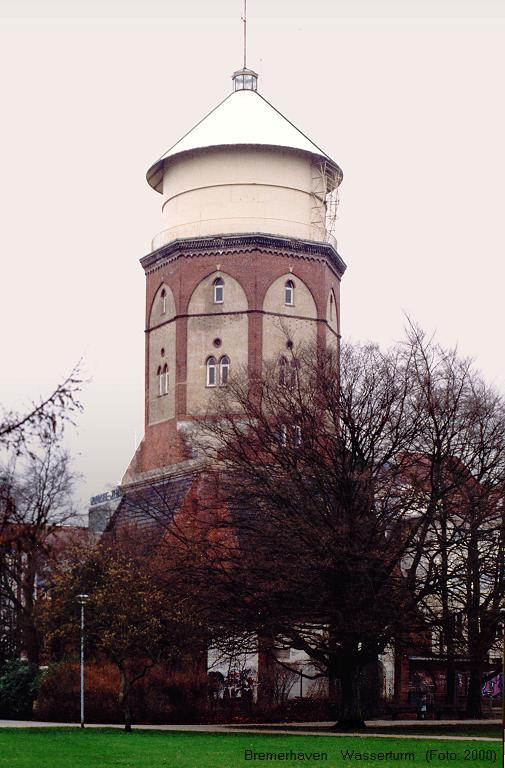
Wasserturm

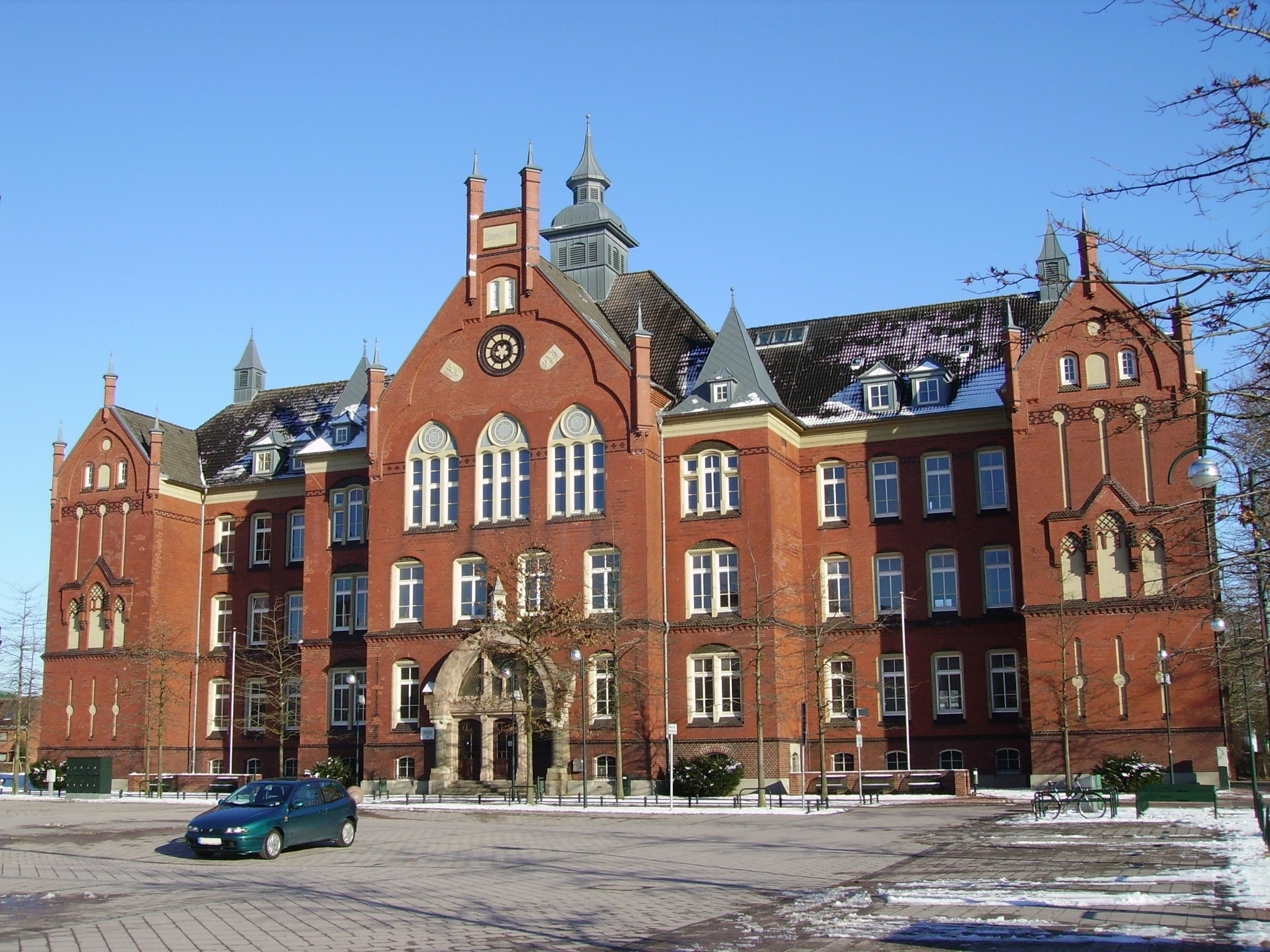
Lessingschule

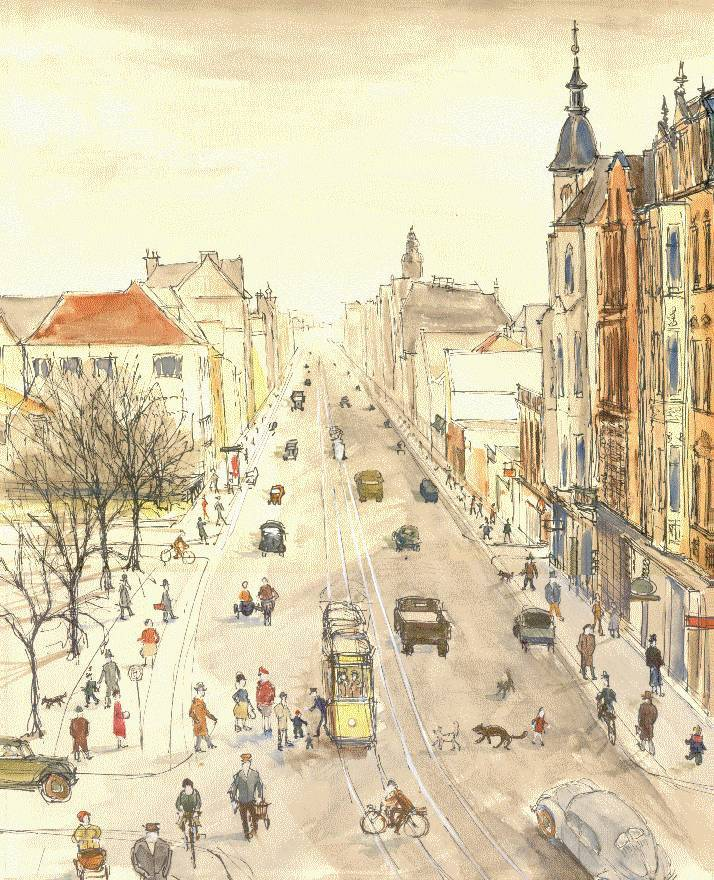
Bremerhaven Hafenstraße Ernst-Reuter-Platz Blickrichtung Freigebiet

### Name
Der Straßenname erklärt sich aus der Geschichte. Die Straße verband den Alten Hafen und den Neuen Hafen in Bremerhaven mit Lehe (Bremerhaven).

### Entwicklung
Der Flecken Lehe gewann eine Bedeutung als Amtssitz und Marktort. Das Leher Gericht entstand 1400. 1821 hatte Lehe 1545 Einwohner. 1827, mit der Gründung Bremerhavens, begann auch Lehes Aufstieg. Lehe blieb Zollinland; 1888 fielen die Zollgrenzen zwischen den benachbarten Gemeinden. 1885 hatte Lehe 10.955 Einwohner. Die Leher Chaussee nach Bremerhaven (heute Hafenstraße) wurde 1829 nach Plänen von Jacobus Johannes van Ronzelen ausgebaut
Der Wasserturm Bremerhaven-Lehe (Hafenstraße) (Schwoonscher Wasserturm) kam 1853. Eine Höhere Privat-Töchterschule gründete 1865 Helene Meyer im Haus des Fleckenvorstehers an der Hafenstraße Nr. 6. Die Schule bestand bis 1904. Daraus entwickelte sich 1904 die staatliche Höhere Töchterschule, die ab 1906 die Kaiserin-Auguste-Viktoria-Schule und ab 1920 das Städtisches Lyzeum zu Lehe war. Die katholische Schule entstand 1879 in der Hafenstraße Nr. 99.
 1897 erfolgte der Ausbau der Hafen- und der Rickmersstraße. 1888 wurde das Rathauses am Leher Markt eingeweiht. Die Rektorschule (erste Lateinschule) von 1713 am Altmarkt wurde 1897 aufgelöst. Das Auesiel wurde 1900 aufgegeben und die Aue zu einem neuen Siel im Bereich Auf den Sülten geführt. Die neugotische evangelische Pauluskirche entstand ab 1902; 1905 folgte der 75 m hohe Kirchturm.

Die Lessingschule von 1906 war eine Oberrealschule in der Hafenstraße. Vor der Schule befand sich ein Marktplatz (heute Parkplatz). Um diese Zeit hatte Lehe 31.826 Einwohner.
In der Hafenstraße und der Rickmersstraße gab es in den 1950/60er Jahren sechs Kinos (Aladin, Atlantis, Capitol, Central bzw. später City, Elektra und Gloria bzw. seit 1965 Cinema, siehe Bremer Kinos) und viele Gaststätten und Discotheken, in einer Zeit, als in Bremerhaven-Mitte noch sehr wenige solcher Aktivitäten stattfanden. Ein Sanierung der damals vierspurigen Straße erfolgte 1960. In den 1980er bis 2000er Jahren wurde im Stadtteil Lehe in dem Bereich von Frenssen-, Körner-, Kistner- und Hafenstraße im Rahmen der Städtebauförderung großflächig saniert. In den 1990er Jahren wurde die Straße zu einer zweispurigen Straße umgebaut.

### Verkehr
Seit 1881 gab es eine Pferdebahn. Von 1898 bis 1949 wurde sie zu einem elektrischen Straßenbahnbetrieb mit 6 Linien umgebaut (siehe auch Gleisplan von 1952: rechte Seite).
Von 1960 bis 1982 fuhr die Straßenbahn der Verkehrsgesellschaft Bremerhaven AG (VGB) mit den Linien 2 und 3 durch die Hafenstraße; letztere nur bis 1964.
Es verkehren hier die Buslinien S, 502, 504/505/506, 508, 509 und 2 Nachtlinien ML+NL der BremerhavenBus der Bremerhavener Versorgungs- und Verkehrs-GmbH (BVV). Ein Anruf-Linientaxi ergänzt das Angebot.

## Gebäude und Anlagen

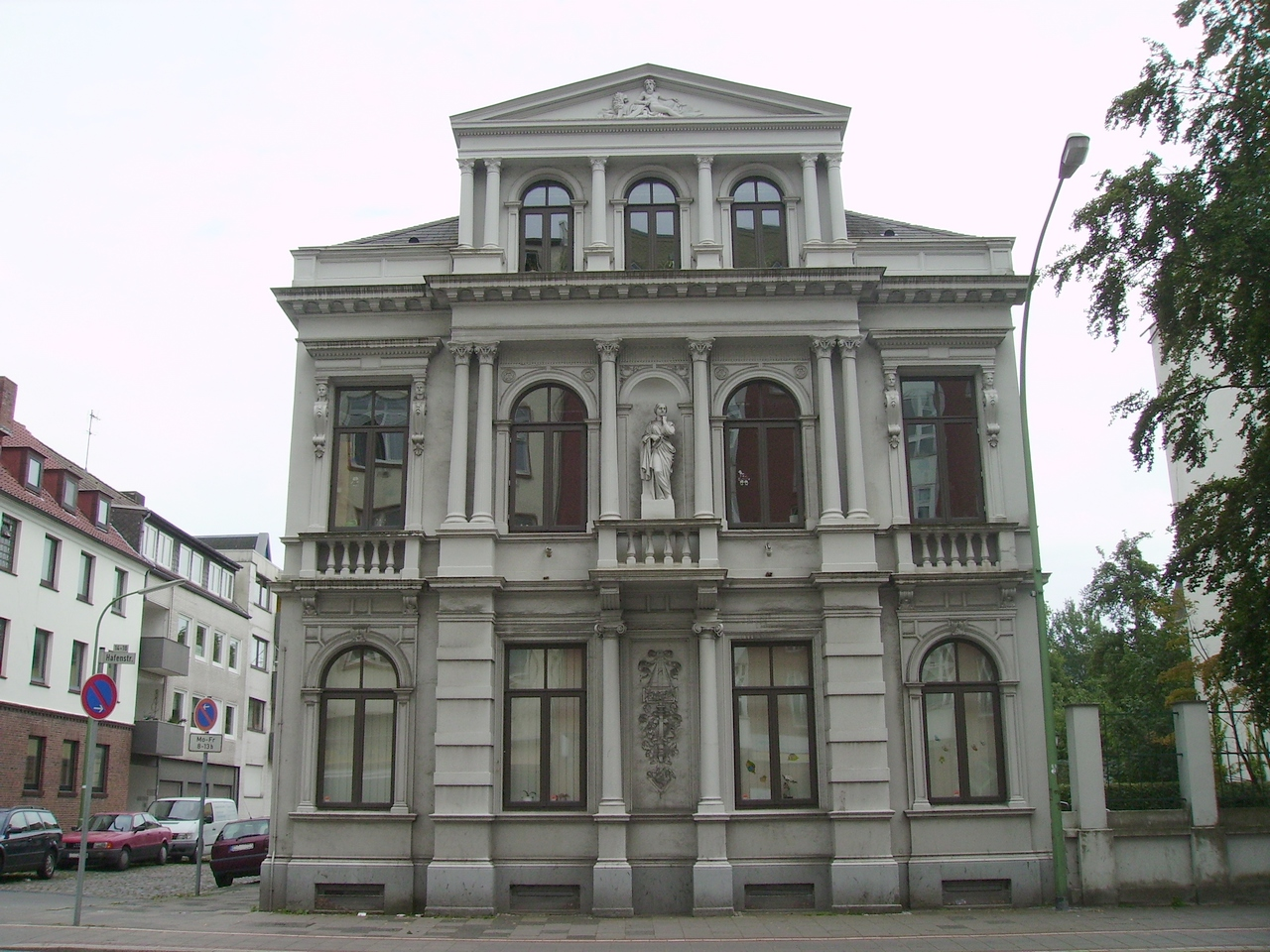
Nr. 14: ehem. Standesamt

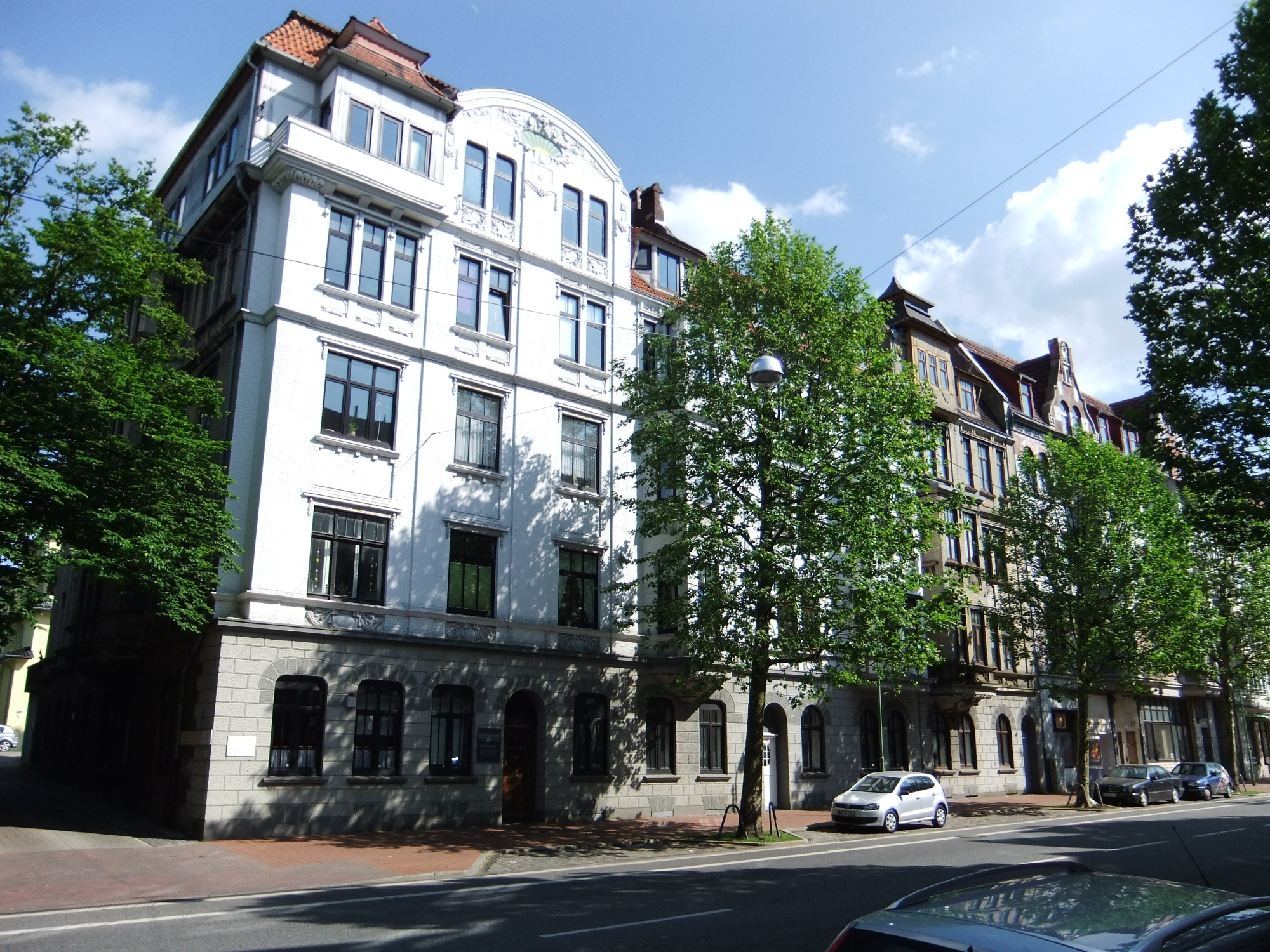
Nr. 48–42

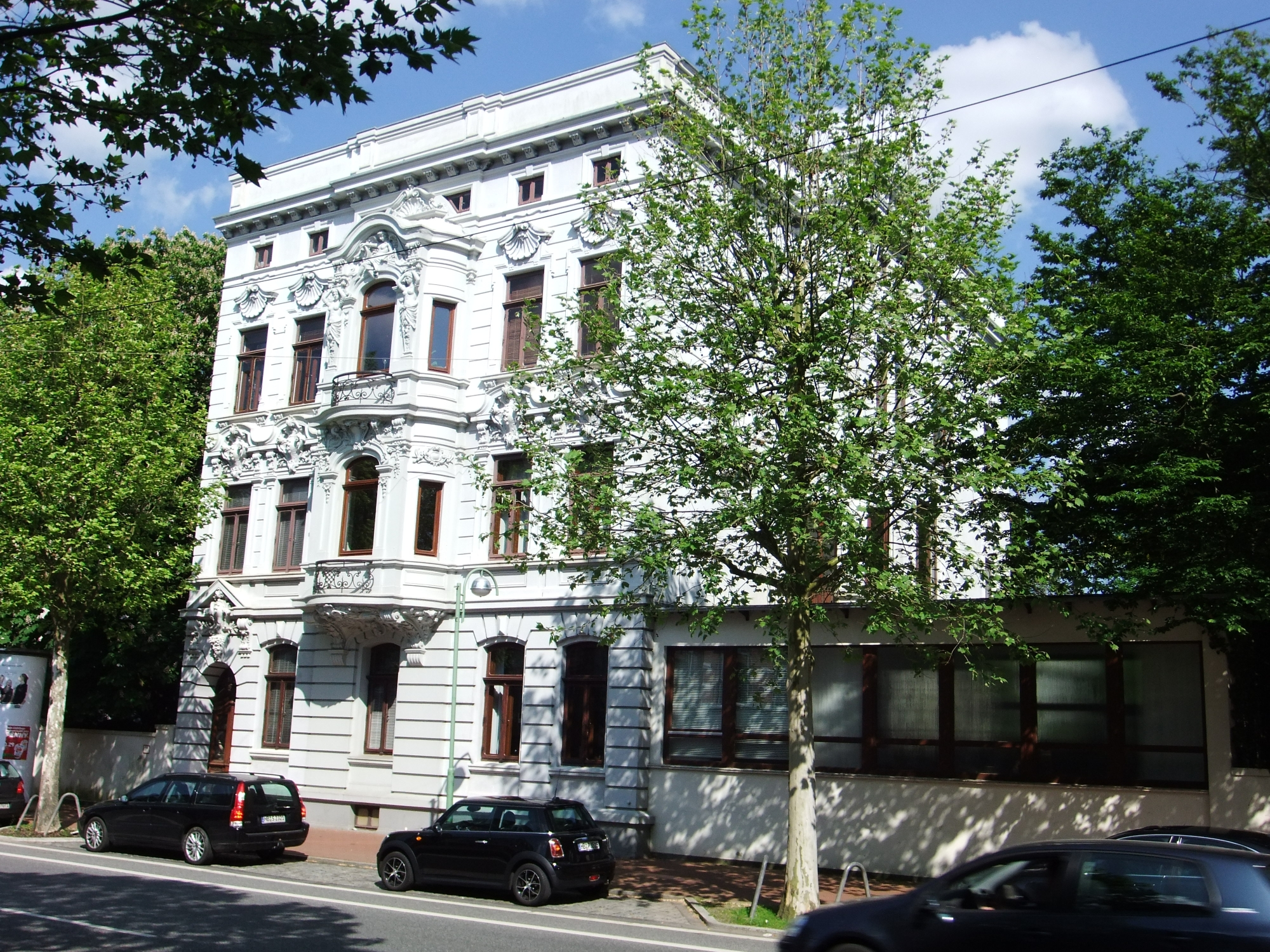
Nr. 50: Villa Kistner

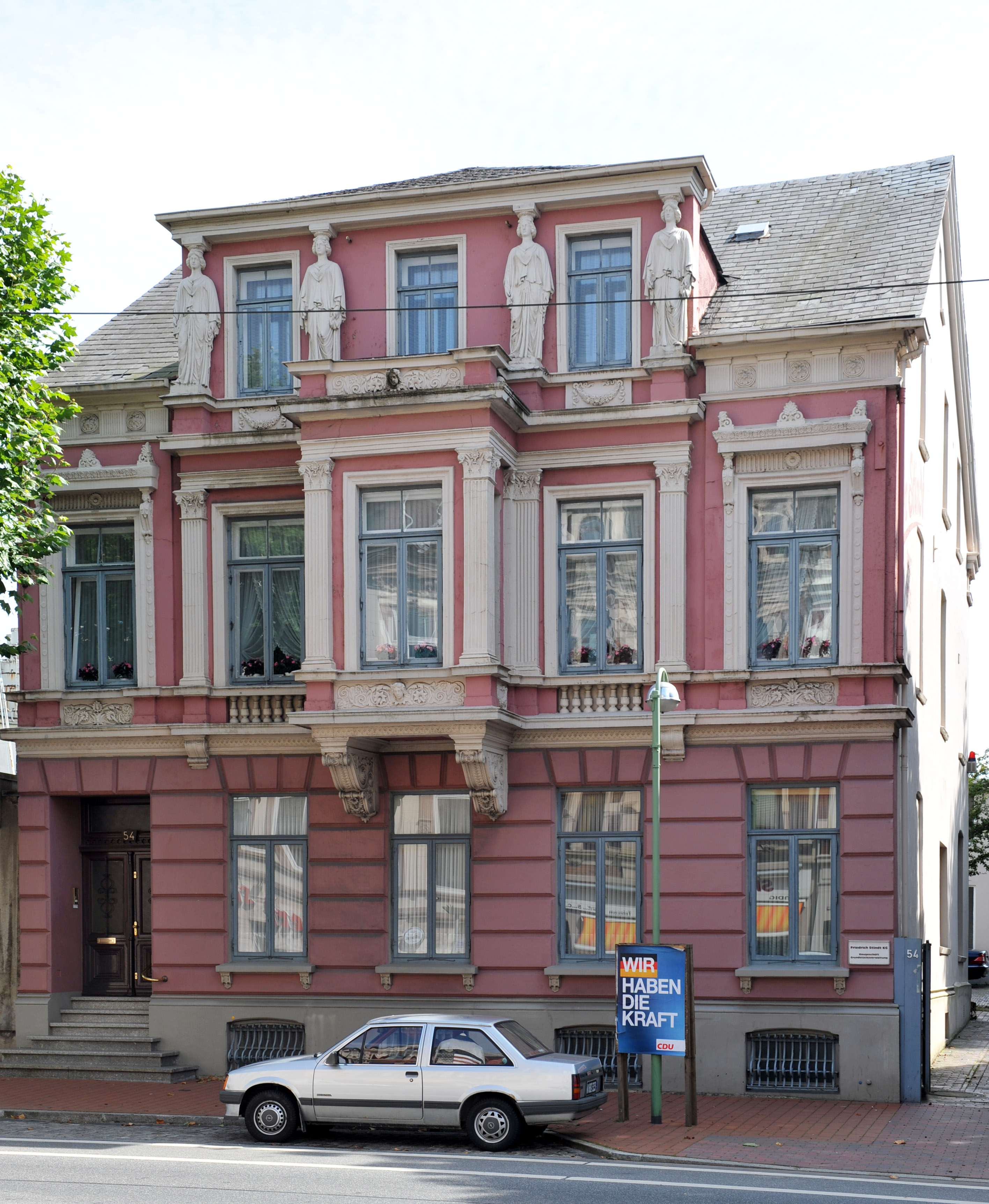
Nr. 54

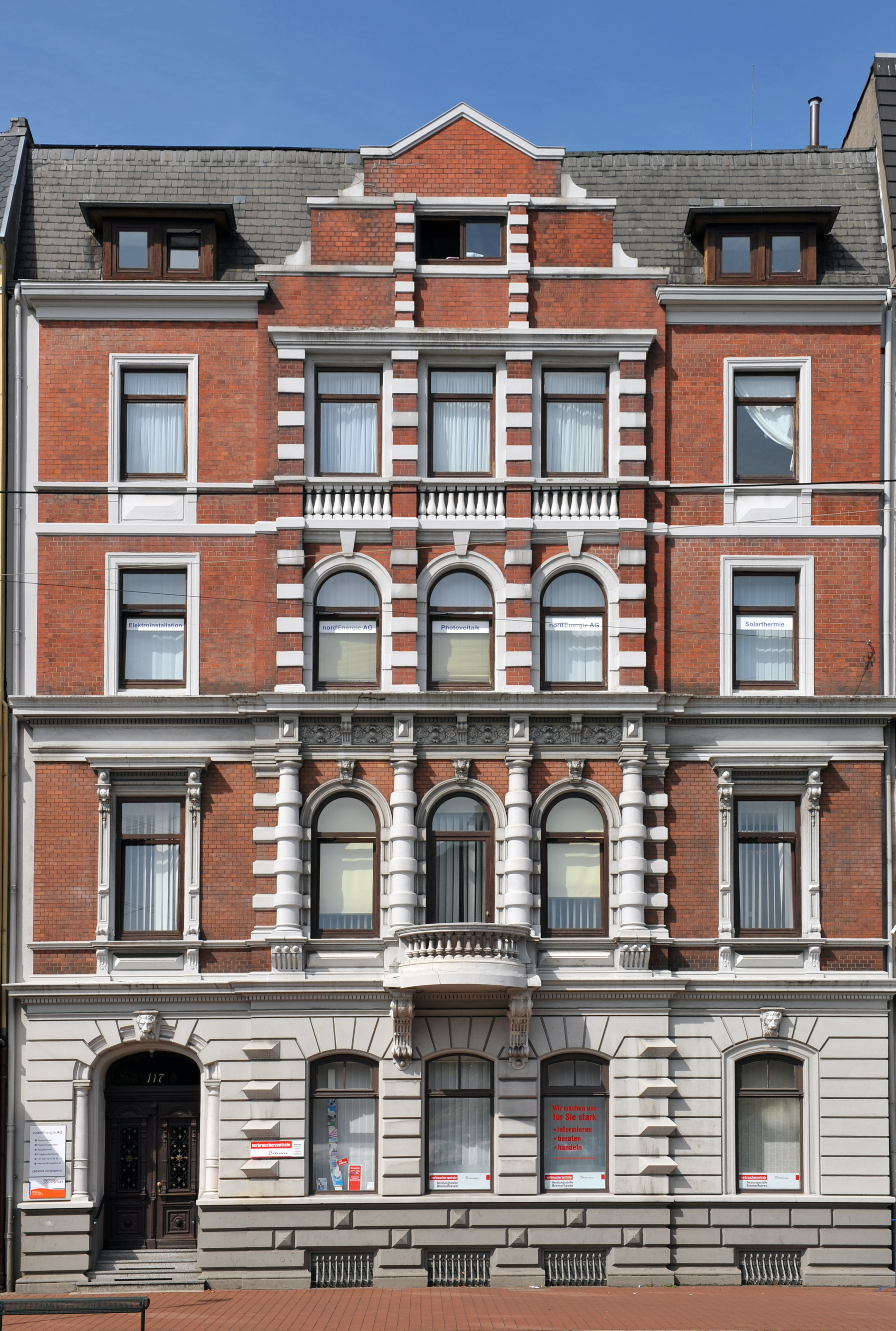
Nr. 117

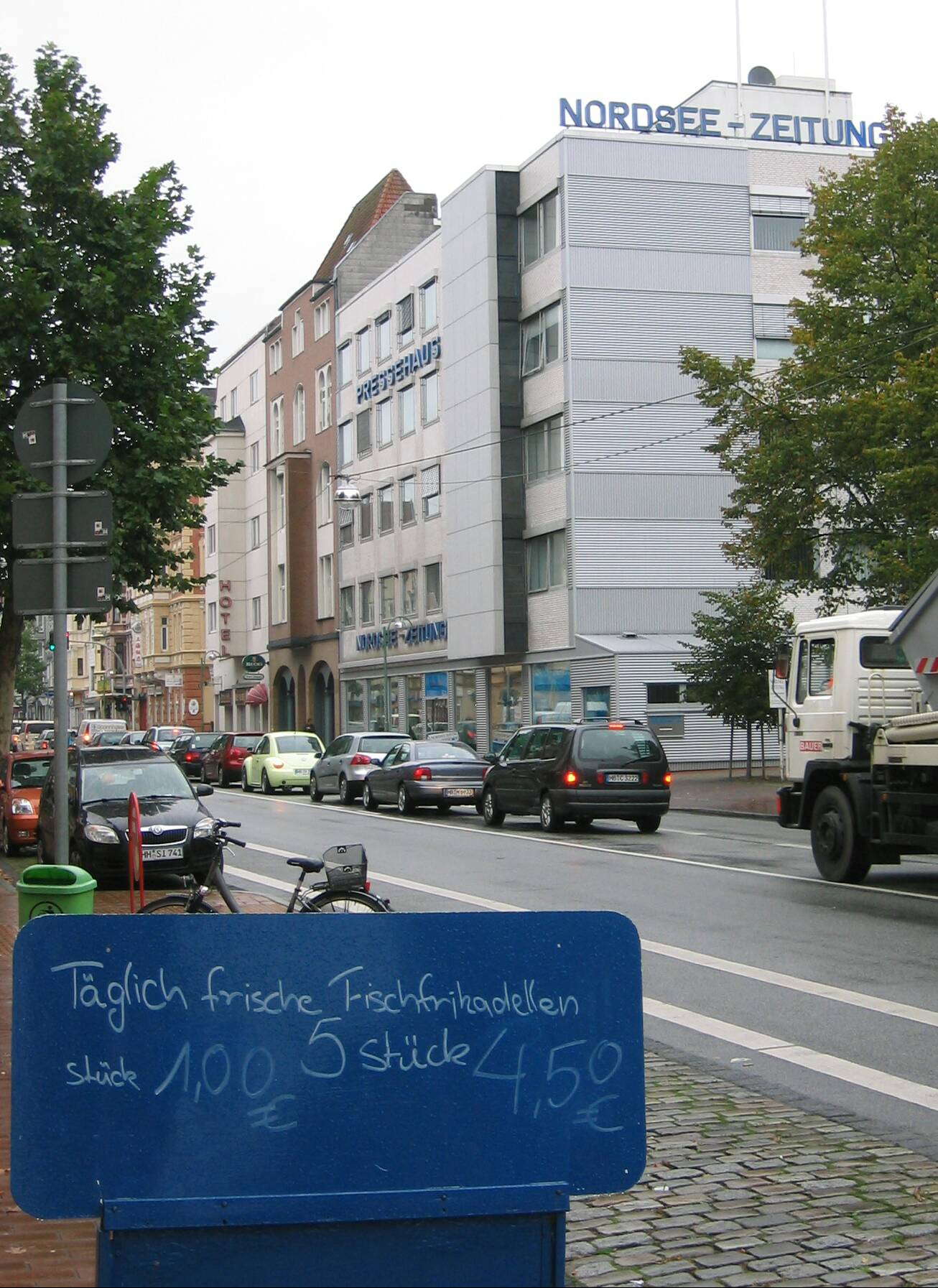
Nr. 142, Nordsee-Zeitung

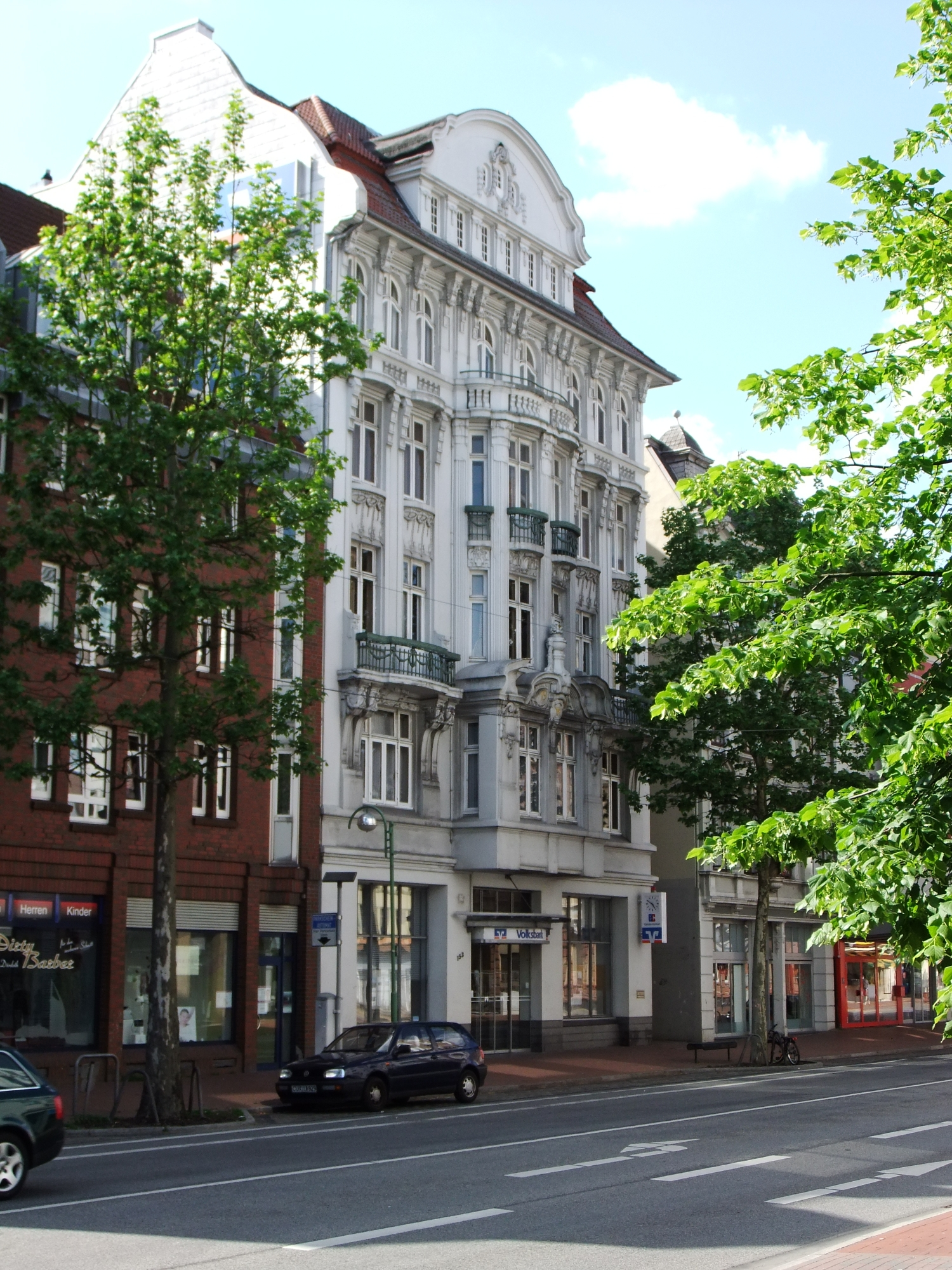
Nr. 153

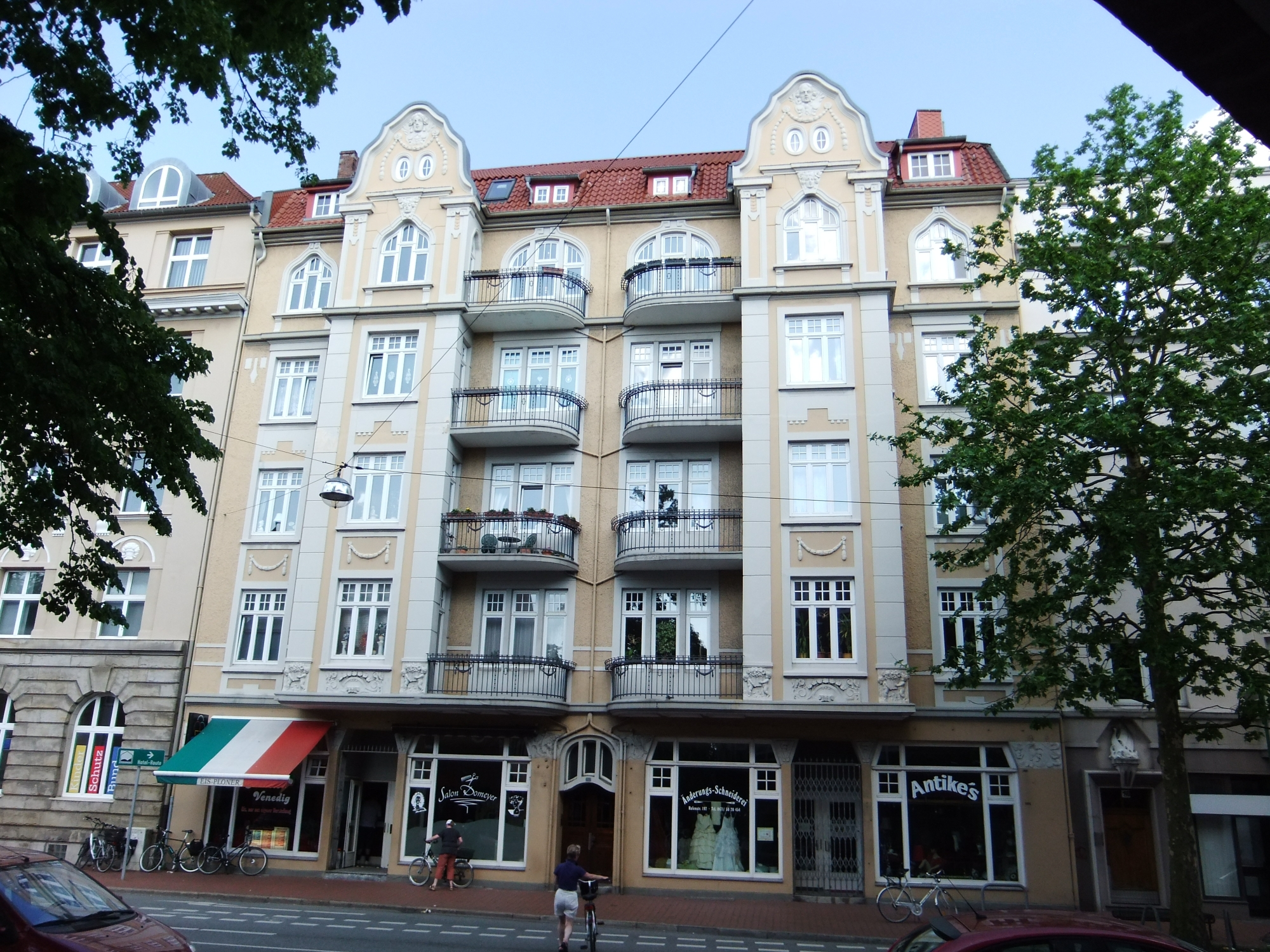
Nr. 192

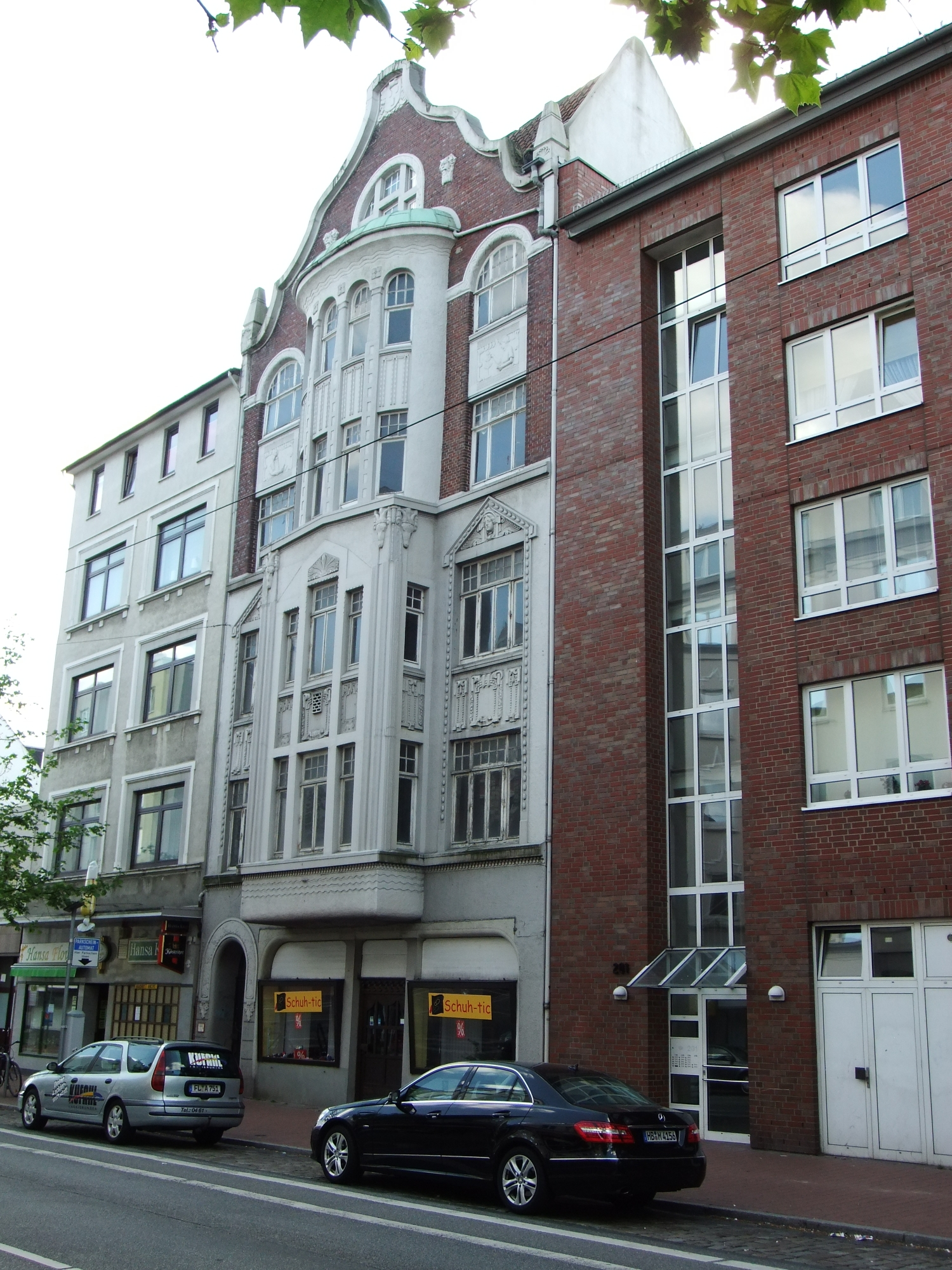
Nr. 199

An der Straße befinden sich überwiegend drei- bis fünfgeschossige, aber auch ein- und zweigeschossige Häuser.

### Baudenkmale
- Nr. 14: 2- und 3-gesch. historisierende Villa Seedorf von 1877 mit neoklassizistischen Fassadenelementen für Bauunternehmer Friedrich Seedorf, von 1982 bis 2018 Standesamt.[4]
- Nr. 42 bis 48,: 4- und 5-gesch. Wohn- und Geschäftshäuser der Wohnhausgruppe Hafenstraße von 1903 bis 1906 im Stil der Jahrhundertwende nach Plänen von Wilhelm Rogge (42) und H.F. Kistner (44–48).[5]
- Nr. 50: 4-gesch. historisierende Villa Kistner von 1897 mit reich dekorierten Fassaden nach Plänen von H.F. Kistner.[6]
- Nr. 54: 2-gesch. Wohnhaus von 1870 mit Dachhaus.[7]
- Nr. 56–60: Kalksandsteinfabrik H.F. Kistner von 1904. saniert ab 2018[8]
- Nr. 117: 4-gesch. Mietshaus von 1877 von Carl Pogge.[9]
- Nr. 124: neugotische evang. Pauluskirche von 1905 nach Plänen von Eduard Wendebourg aus Hannover, Wiederaufbau bis 1952 nach Plänen von Hans Sieger; Glasfenster von 1952 von Heinz Lilienthal aus Bremen.[10]
- Nr. 136: Achteckiger bzw. oben runder Wasserturm Hafenstraße, auch Schwoonscher Wasserturm genannt, von 1853 nach Plänen von Simon Loschen.[11]
- Nr. 153: 5-gesch. Wohn- und Geschäftshaus Hafenstraße 153 von 1909, Neobarock nach Plänen von Adolf Fischer, heute Volksbank eG Bremerhaven-Cuxland, Anerkennung beim Bremer Denkmalpflegepreis 2016.[12]
- Nr. 192: 5-gesch. Wohn- und Geschäftshaus von 1908, neobarock nach Plänen von A. Brünjes.[13]
- Nr. 199: 5-gesch. Wohnhaus Hafenstraße 199 von 1909, Neobarock nach Plänen von K. Cappelmann.[14]
- Rathaus Lehe: Nach großen Bränden um 1800 Neubau eines zweigeschossigen, neunachsiges Gebäudes am Markt von 1865 als Armen- und Waisenhaus; Umbau von 1887 zum Rathaus mit Bürgermeisterwohnung nach Plänen von Carl Pogge aus Lehe im Stil der Neogotik; dreigeschossiger Anbau mit Sitzungssaal von 1907 nach Plänen von Stadtbaumeister Heinrich Lagershausen aus Lehe. Alles mit reichhaltiger Verzierung, Mittelrisalit als Eingangsportal vom Markt und achteckigem Dachreiter mit Glockenhaube über einer Laterne. Nach 1945 bis 2004 Sitz der Bauverwaltung, danach Justizzentrum für das Amtsgericht.[15]

### Weitere Gebäude
- Nr. 6: Von 1896 bis 1902 war in dem damaligen Haus die erste öffentlich zugängliche vorgeschichtliche Sammlung von Lehe, von Jan Bohls angelegt, die dann an das Museum für Heimatkunde in Geestemünde verkauft und Teil des Historischen Museums Bremerhaven wurde.
- Nr. 12: 4-gesch. Wohnhaus der Jahrhundertwende mit Erker.
- Nr. 36: 5-gesch., verklinkertes Wohn- und Geschäftshaus der 1930er Jahre.
- Nr. 55: Früher Ort des Kinos Gloria bzw. seit 1965 Cinema, dass von 1913 bis 1969 hier spielte.
- Nr. 62/64: 4-gesch. Wohnhäuser im Stil der Jahrhundertwende mit zwei Giebel und Erkern.
- Nr. 71: 5-gesch. Wohn- und Geschäftshaus der Jahrhundertwende mit Giebel und Erker.
- Nr. 91: 3-gesch. Wohn- und Geschäftshaus der Jahrhundertwende.
- Nr. 122/Melchior-Schwoon-Straße: 3-gesch. frühere Lessingschule Bremerhaven von 1906 als Bau der Jahrhundertwende als Oberreal- bzw. Oberschule; seit 2011 Ernst-Reuter-Oberschule.
- Nr. 126: 3- und 4-gesch. Gebäude, früher das Sparkassen- und Postgebäudes von 1917 nach Plänen von Wilhelm Preiss und Jüngst (Düsseldorf); nach 1960 Neubau der Weser-Elbe Sparkasse mit diversen weiteren Einrichtungen und Ärztezentren.
- Nr. 127: Früher Ort des Kinos Central bzw. City mit 502 bzw. 180 Plätzen, dass von 1912 bis 1993 hier war.
- Nr. 128/140: Stadtpark mit Wasserturm.
- Nr. 133/135: 4-gesch. Wohnhaus der Jahrhundertwende mit der Nordsee Apotheke.
- Nr. 142: 5-gesch. Pressehaus der Nordsee-Zeitung von um 1965 mit Staffelgeschoss.
- Nr. 144: Früher Ort des Kinos Atlantis mit 250 Plätzen, dass von 1954 bis in die 1980er Jahre hier war.
- Nr. 146: 4-gesch. Wohn- und Geschäftshaus der Jahrhundertwende mit einer Gaststätte
- Nr. 156: 2-gesch. ex. Kino Capitol mit 807 Plätzen, dass 1927 eröffnet und in den 1980er Jahren geschlossen wurde. Seit 1988 führt die Arbeitnehmerkammer kontinuierlich kulturelle Gastspielprogramm mit Kräften aus dem Bereich Kabarett, Satire und Kleinkunst durch.[16]
- Nr. 157: 3-gesch., ehem. Kaufhaus Merkur der Horten AG.
- Nr. 166: Früher Ort des Kinos Elektra mit 324 Plätzen, dass von 1948 bis 1964 hier war.
- Nr. 179: 4-gesch. Wohn- und Geschäftshaus der Jahrhundertwende.
- Nr. 194 / Ecke Lange Str.: 5-gesch. Wohn- und Bürohaus von um 1930 (?).
- Nr. 195: Deutsche Post.
- Nr. 196: 4-gesch. Neubau mit der Albert-Schweitzer-Apotheke.

### Gedenksteine
- Stolpersteine in Bremerhaven
  - Nr. 10: für Hermann Rosenberg (* 1891, ermordet 1944 in Stutthof)
  - Nr. 36: für Ingeborg Goldberger (* 1933), Margot Goldberger (* 1911) beide ermordet 1941 in Minsk und Walter Goldberger (* 1896), ihm gelang 1939 die Flucht nach Panama
  - Nr. 148a: für Ernst Schildknecht

## Hinweise
Der Altstadtrundgang (Bremerhaven) führt durch das Gründerzeitviertel des Stadtteils Lehe. Er beginnt am Ernst-Reuter-Platz in der Hafenstraße und führt zum Geburtshaus von Lale Andersen (Lutherstr. 5), zur Theodor Storm-Schule, zum ehemaligen Verlauf der Aue, zum Leher Pausenhof (Eupener Straße) und zur Goethe- und Heinrichstraße.